# Grupo del Desierto de Largo Alcance

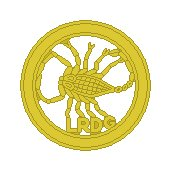
Un escorpión, emblema del LRDG.

El Grupo del Desierto de Largo Alcance, (en inglés, Long Range Desert Group o LRDG) fue una unidad del Ejército de Tierra Británico, de la Segunda Guerra Mundial especializada en reconocimiento territorial, obtención de inteligencia y avance terrestre por el desierto. Fue fundada por el mayor Ralph Alger Bagnold, en Egipto. Asistido por los capitanes Clayton y Shaw, bajo el mando del entonces general Archibald Wavell, como respuesta a la declaración de guerra por parte de Italia en junio de 1940.
La unidad fue disuelta al terminar la guerra. Wavell, lo apodó el Mosquito Army («Ejército de Mosquitos»), mientras que los miembros del SAS se referían a él como el: Libyan Desert Taxi Service («Servicio de Taxis del Desierto Libio»).
Durante las campañas norteafricanas, en Libia, y Egipto (1940-1943), el LRDG. Operó continuamente, a cientos de kilómetros detrás de las líneas enemigas. Aunque sus funciones principales eran el reconocimiento y la obtención de inteligencia, algunas unidades o patrols («patrullas») del grupo llegaron a realizar operaciones de ataque más incisivas, la más famosa de las cuales fue el Ataque al poblado. y aeródromo de Barca (Libia) en la noche del 13 de septiembre de 1942 (Operación Hyacinth, Operación Jacinto).
El mariscal de campo Erwin Rommel, llegaría a decir: «El LRDG nos causó más daños que cualquier otra unidad de su tamaño».

## Formación y equipamiento
En la Primera Guerra Mundial, ya se habían empleado fuerzas de reconocimiento y ataque ligero, conocidas como Light Car Patrols (LCP), contra los sanusi y más tarde los turcos en Egipto y Palestina. Formadas con personal británico y australiano, utilizaban automóviles Ford T modificados y armados con ametralladoras Lewis.
En el período de entreguerras, el mayor Ralph Bagnold, un oficial de transmisiones, se destacó innovando en los campos de los viajes a larga distancia y la navegación terrestre. Recorriendo ampliamente Egipto y Libia en camiones Ford A, consiguió atravesar zonas hasta entonces tenidas por intransitables. Entre otros avances, Bagnold desarrolló un tipo de brújula solar considerablemente mejorada, que patentó y llegó a ser empleada por el LRDG. La experiencia de Bagnold con las fuerzas armadas italianas le convencieron de que suponían una amenaza grave para Egipto y el canal de Suez en caso de guerra. Teniendo esto presente, él propuso en 1939 formar una unidad similar a las LCP para espiar a los italianos. Sus propuestas fueron tajantemente rechazadas hasta que, gracias a una combinación afortunada de circunstancias, pudo exponerlas al general Wavell, al mando de las tropas británicas y de la Commonwealth en Oriente Próximo al declararle la guerra a Italia en junio de 1940. Wavell apreció de inmediato las ventajas del plan de Bagnold, al que le otorgó una carta blanca para buscar voluntarios entre las unidades disponibles.
La unidad, conocida inicialmente como Long Range Patrol, fue creada el 3 de julio de 1940. Se pensó desde el principio que australianos y neozelandeses, con sus orígenes mayoritariamente rurales, serían más autosuficientes que sus compañeros británicos de tendencia más urbana. Sin embargo, el general Thomas Blamey estaba constreñido por el gobierno de Australia a mantener las tropas de este país en una misma fuerza (la AIF), impidiéndole fraccionarla con destino a otro tipo de unidades. Los neozelandeses fueron los siguientes en ser tanteados y pudieron seleccionarse 150 voluntarios con el permiso del general Freyberg, comandante neozelandés en el teatro de Oriente Próximo. Bagnold suponía que los neozelandeses, mayoritariamente granjeros, tendrían más habilidad para usar y mantener máquinas. Otras aportaciones tardías implicaron a unidades británicas y rodesianas. También se formó un escuadrón indio del LRDG, que operó en éste como formación semiautónoma.
Durante las campañas de 1940-43, el LRDG adoptó diversas organizaciones. Más o menos en el primer año, la unidad básica eran las patrullas (Patrols) compuestas por dos oficiales, 28 suboficiales, una tropa y cuatro hombres de refuerzo, a lo que se añaden 11 vehículos. Después se encontró más flexible dividir cada patrulla en dos mitades o medias patrullas, cada una de las cuales contaba con un oficial, 15-20 suboficiales, una tropa más 5-6 vehículos. Cada vehículo era tripulado por un comandante, un conductor especializado también en el mantenimiento y estiba del vehículo, y un tirador responsable del mantenimiento de todas las armas y equipos asociados. Los camiones de comunicaciones llevaban también un navegante y radio en sustitución de uno de los tiradores.
El LRDG se ganó una merecida reputación de expertos en navegación. Se le llamaba con frecuencia para transportar personal del SAS, la Francia Libre, el Popski's Private Army y otras unidades de comandos, así como agentes secretos británicos y árabes. También rescataba ocasionalmente  prisioneros aliados o aviadores derribados, y capturaba personal enemigo.

### Vehículos
Al principio, el LRDG utilizó una mezcla de vehículos civiles, camiones Chevrolet WB de 30 cwt y Ford 01 V8 de 15 cwt (llamados Pilot Cars por ser empleados por los comandantes de patrulla para explorar el terreno por delante del grueso de la unidad). Desde mediados de 1941, los Chevrolet fueron reforzados y después sustituidos por los Ford F30 4x4 de 30 cwt. Estos últimos, aunque apropiados para terreno difícil por la tracción en las cuatro ruedas, consumían demasiado combustible; además, el motor estaba montado en parte dentro de la cabina, con las consiguientes y elevadas molestias por calor para el conductor y el acompañante. Normalmente se retiraban las rejillas del radiador y ambas mitades del capó del F30 para ayudar al enfriamiento. Por su parte, los Ford 01 fueron reemplazados por Chevrolet 1131X3 4x2 "Indian Pattern" de 15 cwt.
Convertir los camiones para el uso en el desierto implicaba eliminar el techo, las puertas de la cabina, el parabrisas y añadir condensadores al radiador, brújulas solares Bagnold, rieles de acero para arena y alfombras de tela fuerte, también para arena, así como montajes para armas. Ciertos vehículos tuvieron también brújulas 'aeronáuticas' como las de los aviones de la RAF y otros brújulas magnéticas. Se montaron neumáticos especiales para el desierto, anchos y de baja presión, identificables por su dibujo en rombo o cuadrado. Las ruedas de repuesto se llevaban normalmente en montajes de acceso rápido en los lados del vehículo, y otras adicionales en una bodega. Se reforzaron los amortiguadores de ballesta con más láminas, ya que la carga al principio de las misiones llegaba a las 2,5 toneladas cortas.
En marzo de 1942 se empezó a recibir un lote de 200 Chevrolet 1533X2 4x2 de 30 cwt, fabricados en Canadá, y con una caja de acero Gotfredson 4BI (ammunition body). Estas cajas incorporaban cajones en la parte frontal y delante de las ruedas traseras. Las paredes de la caja se podían elevar instalando paneles de madera (greedy boards); los pilares en que éstos se montaban doblaban como montajes para ametralladoras ligeras. Hacia la mitad posterior de la bodega se instaló un pilar reforzado para la ametralladora trasera. Al pilar de la puerta izquierda se le añadió otro montaje para armas. Se instalaban frecuentemente soportes angulares para fusiles Lee-Enfield a ambos lados de la puerta trasera de la cabina abierta. Las brújulas solares Bagnold se encontraban en el centro del mamparo frontal, encima del panel de instrumentos. La mayoría de los vehículos disponían también de cajas para tres galoneras de combustible de dos galones en la parte posterior de cada estribo.
En los camiones radio se construyó un compartimento especial en la parte delantera derecha de la caja Gotfredson, en el que se colocaron un transmisor radio Army n.º 11 y un receptor Philips 635. Los postes de madera para la antena "Wyndom" se sujetaban mediante angulares al panel de madera inmediato. También se tenía una antena aislada en la parte frontal de la caja. El compartimento estaba protegido por una cubierta abatible que servía también de mesa al ser bajada. El transmisor n.º 11 estaba cubierto por una puerta deslizante en sentido longitudinal.
Aunque estos vehículos poseían tracción sólo en dos ruedas, una caja de cambios con relaciones de transmisión muy bajas y el potente motor de seis cilindros en línea le permitían afrontar con confianza los terrenos característicos del LRDG. En terrenos llanos y firmes podían alcanzar y mantener los 100 km/h; y, lo que es más importante, su consumo de combustible era la mitad del de los F30, factor vital para el éxito en las misiones de largo alcance.
Por otra parte, los Chevrolet 1131 Pilot Cars fueron siendo reemplazados desde principios de 1942 por Jeeps Willys a medida que éstos se encontraban disponibles. Durante algunos meses el SAS dispuso de prioridad sobre el LRDG en su asignación, aunque paradójicamente los primeros dependían en sus primeras misiones de los segundos para su transporte. Por su lado, el LRDG se complacía en recuperar Jeeps del SAS abandonados y ponerlos de nuevo en servicio, esta vez destinados a sus propios comandantes de patrulla. El armamento típico de los Jeeps del LRDG era un montaje simple o doble de ametralladoras Vickers K o Browning .303. Desde principios de 1943, los Jeeps se convirtieron en el vehículo principal de la unidad a medida que los Chevrolet y Ford se iban desgastando. Para mayo, con la campaña del desierto libio en sus últimas etapas, el equipamiento estándar de las medias patrullas era de 6 Jeeps.
Hay que destacar que el mantenimiento de los vehículos del LRDG era de calidad muy elevada y contaba con talleres bien equipados en su base principal de El Cairo (The Citadel, la ciudadela) y en las avanzadas de Kufra y (más tarde) Yalo. Cada patrulla incorporaba un camión de «operarios», esto es, un camión de patrulla normal pero provisto de las herramientas y repuestos (ballestas, correas para el ventilador, carburadores, embragues, bujías, etc.) suficientes para realizar reparaciones de campaña. Este camión siempre era el último de la columna. El operario que formaba parte de la tripulación era siempre un mecánico de automoción totalmente cualificado. Los conductores de los vehículos también eran capaces de llevar a cabo reparaciones. Muchos vehículos fueron recuperados gracias a improvisaciones ingeniosas: en una misión, un vehículo rompió la caja del diferencial y estrelló la placa de cubierta contra una roca, perdiendo todo el aceite. Era imposible remolcar el camión 1600 km de vuelta a la base. Al final, se selló la grieta de la caja del diferencial con chicle y se atiborró el espacio alrededor del diferencial con plátanos. Una vez que la placa de cubierta fue devuelta a su forma original a martillazos y atornillada en su sitio, el viaje de 1600 km se realizó sin problemas.
Al fin de cada misión se revisaban los camiones, y cada 4-6 meses se enviaban a los talleres de la base para prácticamente reconstruirlos.

### El pelotón «pesado» del LRDG
El papel principal del pelotón pesado era establecer y aprovisionar depósitos logísticos avanzados para las patrullas. Esta unidad utilizó inicialmente cuatro camiones Marmon-Herrington de 6 toneladas cortas suministrados por una compañía petrolera, la Southern Mediterranean Oil Company. Con su tracción a 6 ruedas eran muy adecuados para el desierto; cada uno podía transportar 144 latas de combustible además de sus propios suministros. Ocasionalmente podían devolver vehículos de patrulla averiados a la base. Más tarde fueron reemplazados por cuatro camiones White de 10 ton, que a su vez fueron sustituidos en la primavera de 1942 por cuatro Mack NR 9 y enseguida se añadieron 20 Ford F60 CMP (Canadian Military Pattern). Algunas veces se empleaban vehículos italianos capturados, especialmente el camión ligero 4x4 de Fiat.

### Armamento de 1940-43[11][4]
Desde la misma creación del LRDG, las armas empleadas variaron en tipo y cantidad según lo que hubiera disponible. Lo normal para las patrullas de la primera época era un total de diez ametralladoras Lewis y cuatro fusiles antitanque Boys, suplementados por ametralladoras Vickers enfriadas por agua de 12,7 mm y un cañón antitanque Bofors 37 mm montado en la parte posterior de algún camión Chevrolet WB o Ford F30. El armamento individual estaba compuesto por:
- Fusil Lee-Enfield .303 SMLE No. 1 Mk. III o No. 4 Mk. I;
- Revólver Webley, Revólver Enfield No. 2 Mk. I* o Webley Mk IV .38/200;
- Pistola semiautomática Colt 1911A1, .45 ACP .
- Subfusil Thompson; con cargadores de tambor de 50 balas o rectos de 30.
- Lee-Enfield SMLE No. 1 Mk. III EY; EY = Extra Yoke – con bocacha lanzagranadas para disparar granadas Mills n.º 36M.
- Granadas de mano y de fusil de varios tipos; Mills, antitanque n.º 68, y n.º 69 eran los más frecuentes.

Desde marzo de 1942, con la introducción de los nuevos camiones Chevrolet, hasta mayo de 1943 y el fin de la campaña, se introdujeron nuevas armas:
Armas montadas en vehículos:
- Fusil antitanque Boys Mk.1 de .55 (13,9 mm). Se quedó anticuado rápidamente y fue de uso muy escaso después de marzo de 1942.
- Lewis Mk. I .303; Obsoleta por la introducción de la Vickers K.
- Vickers K (o V.G.O. de "Vickers Gas Operated") de .303 (7,70 mm); tomada de los excedentes de la RAF, fue la ametralladora más usada por el LRDG. Se usaba normalmente en montajes dobles basculantes, en el lado del acompañante de la cabina. Un Messerschmitt Bf 110 fue derribado con una Vickers K por el cabo Merlyn Craw (Military Medal) en diciembre de 1941. También la llevaban los Jeeps.
- Ametralladora Vickers Medium Mk. I .303 (7,70 mm) enfriada por agua; montada en un pilar en la parte posterior, el LRDG diseñó un montaje basculante "cuello de cisne" usado con frecuencia. También se llevaban los trípodes originales para poder usarla desde tierra si fuese necesario.
- Vickers Heavy Mk. V .50 cal (12,7 mm) enfriada por agua; se usaba de la misma forma que la anterior.
- Ametralladora Browning .303 Mk II (7,70 mm) enfriada por aire; tomada de almacenes de la RAF. Originalmente armas de aviones, se les instalaron culatas y gatillos improvisados. Se las montaba con frecuencia en pareja. La camisa de enfriamiento del cañón presentaba filas de ranuras, en lugar de los agujeros de la versión estadounidense M1919A4 de 7,62 mm.
- .50 Cal. Browning M2/AN: enfriada por aire; versión con cañón más ligero usada en los aviones de la USAAF, USN y RAF. Empezaron a entregarse a finales de septiembre de 1942, reemplazando a las Vickers .50 enfriadas por agua y a los fusiles antitanque Boys.

El LRDG se entrenó con muchos tipos de armas, algunas de las cuales apenas se usaban. Otras se rechazaron para su uso o se entregaron en números muy pequeños:
- Bren Mk. 1 .303. Hay pocas pruebas de que se usara, aunque pueden haber sido entregados unos pocos ejemplares. Parece que, de haberse usado, se utilizaba con cargadores de tambor de 100 balas.
- Mortero de 2 pulgadas. Se llevaban, pero no solían usarse al preferirse el fusil Lee-Enfield EY.
- Browning HP35 9 mm Para.; nunca se entregó a consecuencia de la resistencia de las fuerzas armadas británicas al uso de pistolas semiautomáticas.
- Subfusil Sten 9 mm Para; no fue usado nunca al tener el LRDG disponibles buenas cantidades del subfusil Thompson, considerado mucho mejor. Las pruebas técnicas mostraron que, especialmente las primeras versiones, tendía a encasquillarse y adolecía de falta de fiabilidad en otras áreas.

El LRDG usó además muchas armas capturadas de italianos y alemanes. Por ejemplo:
- Cañón automático italiano de uso dual Breda Modello 35 de 20 mm: se montaron en la tolva de varios camiones Chevrolet con cajas Gotfredson reemplazando a los Bofors 37 mm con baja cadencia de tiro. Duros y fiables, podían acabar con los tanques ligeros alemanes o italianos que se presentaban ocasionalmente. Estaban alimentados con peines de 12 balas. Su desventaja principal era que dejaban poco espacio para suministros en el vehículo en que iban montados, por lo que éstos debían repartirse entre el resto de vehículos de la patrulla. La cantidad normal en 1942 era de un "camión Breda" por cada media patrulla. En la posición del acompañante de la cabina se montaban también ametralladoras en afuste simple o doble.
- Las ametralladoras italianas Breda M37 y M38 de 8 mm eran las únicas de esa nación consideradas algo útiles para su uso por el LRDG. Sólo se empleaban como último recurso.
- El subfusil MP40 de 9 mm se usaba con frecuencia. Llamado habitual y erróneamente Schmeisser por las tropas aliadas; el diseñador Hugo Schmeisser poseía patentes sobre el cargador, pero no tuvo nada que ver en el diseño.
- Las ametralladoras alemanas MG34 y MG42 también eran empleadas por el LRDG, al igual que las pistolas Luger P08, Walther P38 y Beretta M34.

Explosivos:
Las minas terrestres se llevaban y usaban con frecuencia. La más corriente era la mina antitanque GS Mk.II, dispuesta en filas transversales que atravesaban pistas y carreteras. Con fines de sabotaje se usaban las bombas Lewes, aparte de un ingenio explosivo de diseño propio a base de Gelignita, también llamado «808». Se utilizaban contra aviones estacionados y otros blancos similares.

### Equipos de comunicaciones
Las patrullas del LRDG siempre incluían un camión radio provisto de un transmisor Army n.º 11 y un receptor Philips 635. Aunque el transmisor n.º 11 estaba diseñado para comunicaciones de corto alcance, el LRDG podía realizar transmisiones a cientos de km utilizando antenas cilíndricas de uno y dos metros de alto y el sistema de antenas "Wyndom" compuesto por un cable tendido entre dos postes de 5,18 m (17 pies) de alto. Estos camiones transportaban baterías adicionales para alimentar los equipos de radio (en los Chevrolet 1533x2 éstas iban montadas en la parte anterior del estribo derecho).
Cada camión de radio llevaba un operador de transmisiones cualificado, aparte de otro que viajaba en alguno de los otros camiones. En la LRP, la mayoría de los operadores de radio eran neozelandeses, pero en el LRDG pertenecían al cuerpo de transmisiones. Estos hombres tenían que poseer gran habilidad para las comunicaciones, y talento técnico excepcional para mantener y reparar los equipos durante semanas y sin ayuda. En tres años de operaciones, sólo cuatro veces un fallo del equipo de comunicaciones dejó aislada una patrulla del cuartel general.
Las antenas cilíndricas se empleaban a distancias de hasta 300 km de la base; para distancias mayores se empleaban las antenas Wyndom. El récord de distancia lo estableció el escuadrón indio al transmitir entre la zona de Damasco y Bengasi, unos 2500 km. En todas las comunicaciones se empleaba el código morse. El receptor Philips se empleaba para captar las señales horarias de la BBC, pero también para escuchar música cuando la patrulla acampaba por las noches (siempre que el enemigo no pudiera escucharla).
Ocasionalmente, el vehículo radio era también el del navegante de la patrulla, y estaba equipado con un teodolito y mapas.
La importancia del camión radio era tal, que la patrulla solía abandonarlo si resultaba destruido o incapacitado.

### Signos estándar
Nuevos, todos los Chevrolet del LRDG llevaban números negros correspondientes al War Department, del tipo L4618XXX, estarcidos en tres lugares fijos: ambas caras superiores del capó doble y el tercio superior de los paneles derechos de la puerta trasera. En teoría un cuarto número tenía que situarse en la parte central del parachoques delantero, pero en la práctica esto variaba.
Por lo demás, no había más signos del War Department que las palabras estarcidas en negro INSPECTED y PASS, de localización variable entre el parachoques delantero y los guardabarros.

### Signos de patrulla
Los vehículos de las diferentes patrullas se identificaban por medio de una letra pintada sobre un número de vehículo (esto es, media patrulla R 1 o R1). Hasta más o menos mediados de 1942, éstos se pintaban en blanco sobre un círculo o rectángulo negro, rojo o verde oscuro en tres o cuatro sitios distintos del vehículo, sin reglas estrictas sobre su localización. Después de entonces, se simplificaron quedando en letras y números negros sobre fondo color arena.
En 1942 el LRDG se reorganizó varias veces, con los consiguientes cambios de marcas: por ejemplo, el Chevrolet L4618825 Te Aroha III de la patrulla T1 llevó, en marzo de 1942, el signo «T9» en blanco sobre un cuadrado negro o (posiblemente) verde oscuro en los paneles traseros de la carrocería y en la puerta trasera. El nombre, blanco, iba sobre fondo negro en la parte delantera de la cara superior del capó izquierdo. Para la incursión de Barce, en septiembre de 1942, los signos eran «T2», señalando que se trataba del vehículo del navegante; ahora crudamente pintados en negro sobre arena. Se localizaba en la placa de carga cuadrada del vehículo, parte izquierda del parachoques delantero. El nombre Te Aroha III también se repintó en negro sobre arena allí donde estaba.
Patrulla R (Nueva Zelanda); las medias patrullas R1 y R2 usaban como emblema un Hei-Tiki verde con lengua roja, pintado en la parte delantera del capó derecho. En el izquierdo, algún topónimo maorí en R, estarcido en blanco sobre un rectángulo negro, rojo o verde oscuro.
Patrulla T (Nueva Zelanda); las medias patrullas T1 y T2 llevaban un kiwi negro sobre verde «hierba» y un nombre maorí del tipo «Te...» en los mismos sitios que los de la patrulla R.
Patrulla W (Nueva Zelanda); Llevaban nombres o palabras maoríes, en negro sobre una franja amarilla en los mismos lugares que las patrullas R y T. La patrulla W fue disuelta en diciembre de 1940; sus equipos se cedieron a la patrulla G y sus hombres fueron repartidos por las patrullas R e Y.
Patrulla S (Rodesia); S1 y S2 llevaban nombres relacionados con Rodesia (p.ej. Salisbury) en el capó izquierdo. Además, una S sobre un número.
Patrulla G (Guardias); no llevaban señales distintivas, excepto algunos con el emblema de los Guardias: un rectángulo dividido en tres partes, azul oscuro, rojo, azul oscuro. El vehículo se identificaba con una "G" sobre un número, blancos, en la parte roja del rectángulo.
Patrulla Y (Yeomanry); Y1 e Y2 estaba compuestas por personal de los escuadrones territoriales de la división de caballería. En la Y1 se llevaban nombres de tabernas famosas (p.ej. «Cock O'The North») en el capó izquierdo; mientras que en Y2, se rotulaban en el mismo sitio nombres sacados de la serie de novelas «Los Tres Mosqueteros» de Alejandro Dumas, p.ej. «Aramis». De nuevo se designaba al vehículo con una Y sobre número.

## Entrenamiento inicial
Al empezar a entrenar al grupo, Shaw fue el responsable de la navegación y Bagnold el de las comunicaciones.
La primera patrulla de entrenamiento comenzó en agosto y estuvo compuesta por Bagnold, dos camiones Ford, cinco neozelandeses y un guía árabe para vigilar el tráfico de suministros por la senda Yalo-Kufra. Mientras tanto, Shaw utilizaba el resto de patrullas para establecer depósitos logísticos por la frontera libia, necesarios por las enormes distancias que iban a tener que ser recorridas.

## Combates
La primera base de la unidad se creó el 13 de septiembre de 1940 en el oasis de Siwa.
Se llegó allí conduciendo unos 240 km a través del mar de arena de Egipto. El 15 de septiembre dos patrullas fueron las primeras en combatir. La unidad del capitán Mitford atravesó el mar de arena de Kalansho y atacaron depósitos de combustible italianos y pistas de aterrizaje de emergencia siguiendo la ruta «Palificata». Al mismo tiempo, la unidad al mando de Clayton cruzó el territorio italiano para entrar en contacto con las fuerzas francesas del Chad. Se cree que el LRDG contribuyó a persuadirlas de que se unieran a la Francia Libre.
Ambas patrullas se unieron en la extremidad meridional del Gilf Kebir, donde había un depósito de suministros, y volvieron a El Cairo pasando por el oasis de El Jariyá. Cada una de las patrullas había recorrido unos 6000 km.
Después de la expedición de septiembre, el War Office (Ministerio de la Guerra) admitió doblar el tamaño de la unidad, cambiarle en nombre y ascender a Bagnold a teniente coronel. Esta unidad aumentada reclutó voluntarios rodesianos, británicos e indios.
Según Bagnold, "En los meses siguientes, se lanzaron incursiones a unos cuantos oasis en manos del enemigo...las guarniciones, aisladas, eran acribilladas...los atacantes parecían salidos de una cuarta dimensión...Graziani empezaba a desconfiar de sus informes de inteligencia [y] el ejército italiano estuvo detenido...meses".

### Chad y Kufra
En septiembre de 1940, Bagnold viajó hasta Fort Lamy, en el Chad, para ayudar a que el gobierno local se pasara al bando aliado. El LRDG y las fuerzas francesas libres colaboraron para atacar posiciones italianas en la zona del oasis de Murzuq, y uniendo sus fuerzas -con el apoyo de la artillería francesa- capturaron Kufra. En abril de 1941 el cuartel general del LRDG se trasladó allí. Bagnold escribió que "las temperaturas de más de 50 °C eran soportables, incluso con el agua racionada, por la sequedad del clima. La mayor incomodidad provenía de las tormentas de arena, que duraban varios días. Dificultaban mucho poder comer".
Desde Kufra, los comandantes del LRDG a efectos prácticos mandaban sobre una región del tamaño aproximado de Europa del Norte, salvo que allí no había llovido en 70 años.
En el verano de 1941, Bagnold reclutó a otro colega explorador de preguerra, Guy Lennox Prendergast, para que fuera su segundo. El 1 de julio, Bagnold abandonó la unidad para trasladarse a El Cairo como coronel y Prendergast pasó a ser el comandante de la unidad. Le sucedió más tarde John Richard Easonsmith (siempre conocido como «Jake») quien a su vez fue seguido por David Lloyd Owen.

### El enlace aéreo del LRDG
El LRDG poseía una pista de aterrizaje secreta entre Kufra y Siwa, que usaban sus avionetas WACO para transportar personal y suministros especiales (repuestos), así como para evacuar enfermos y heridos. Las avionetas hubieron de ser compradas por Prendergast de su propio bolsillo, pues la RAF se negó a suministrárselas. Las pilotaban el propio Prendergast y el neozelandés Trevor Barker, siempre acompañados por un navegante (frecuentemente Shaw) ya que las WACO no disponían de radio.

### Operación Jacinto: el ataque a Barca
A principios de septiembre de 1942, dos patrullas del LRDG al mando del mayor J.R. Easonsmith abandonaron su base egipcia de El Fayum con órdenes de «causar la mayor cantidad de daños y molestias al enemigo». El destino era Barca, aproximadamente 80 km al nordeste de Bengasi, sobre la carretera principal de la costa. Se trataba de un centro administrativo importante del gobierno colonial italiano de Libia e incluía un aeródromo de gran tamaño al nordeste de las casas. La Patrulla G1, comandada por el capitán J.A.L.Timpson, y la T1 bajo las órdenes del capitán N.P. Wilder, sumaban en total 47 hombres en 12 camiones Chevrolet 1533x2 y 5 Jeeps. Les acompañaban el mayor Vladimir Peniakoff y dos árabes libios.
Las fuerzas oponentes, en Barca, se componían de una compañía de la Policía del África Italiana con automóviles blindados Autoblinda AB.41, una compañía de Carabinieri, la 8.ª Sección de Camisas negras, el XVII Batallón de Ametralladoras, la 10.ª Compañía de Tanques Ligeros (con tanquetas L3/35) y una batería de 127 mm (cañones británicos de 60 libras capturados) del 51.er Grupo de Artillería. En el aeródromo se encontraban el 35.º Stormo de Bombardeo menos una escuadrilla, equipado con bombarderos trimotores Cant Z.1007bis, y la 131.ª Escuadrilla del 66.º Grupo de Observación Aérea, con bimotores de reconocimiento Caproni Ca.311.
Algunas otras unidades de caballería, carabineros y tropas indígenas se encontraban en la zona.
En el viaje de ida la patrulla de Guardias tuvo mala suerte por el vuelco del jeep del capitán Timpson en la cima de una duna, haciéndose obligada su evacuación y la del conductor por un Lockheed Hudson.
El LRDG alcanzó Benia, unos 24 km al sur de Barca, el 13 de septiembre. Acampó en un bosquecillo situado en una colina. Se había ocultado un camión en un punto de reunión cercano, junto con pequeñas raciones de agua y comida. El viaje de ida (1.858 km) había llevado 11 días.

### El escuadrón indio
A finales de 1941, se formó un escuadrón LRDG indio a partir de los ejércitos británico e indio. Operó tras las líneas enemigas con independencia del resto del LRDG durante 1942, y fue disuelto en 1943.
Uno de sus oficiales, Sujan Singh Uban, fue más tarde Major General en el ejército indio, en el que formó la fuerza de elite tibetana Special Frontier Force, sirviendo como su Inspector General.

### La unidad de artillería del LRDG
Se formó en agosto de 1941 para poder atacar los fuertes italianos con mayor eficacia. Inicialmente consistió de un obús de 4,5 pulgadas transportado en un camión de 10 tons, con un tanque ligero acompañante como puesto de observación blindado: pero éstos fueron entregados a los franceses libres en Kufra. Se le entregó entonces a la unidad un cañón de 25 libras sobre camión. Después de contribuir con éxito al ataque y captura del fuerte El Gtafia, hubo que abandonar el camión y la experiencia terminó.

### La vigilancia de la carretera en «Marble Arch»
Una de las contribuciones más destacadas del LRDG fue la vigilancia continua del tráfico por la carretera costera de Tripolitania, muy adentro del territorio del eje. Un equipo de dos hombres se escondía en un uadi y, antes del amanecer, se establecían bajo cualquier refugio que pudieran encontrar a unas decenas de metros de la carretera. Todo movimiento era registrado y clasificado, gracias a potentes prismáticos y fotografías actualizadas de los vehículos enemigos, para ser posteriormente transmitido por radio al cuartel general.

## Operaciones posteriores
Tras el fin de las campañas norteafricanas, el LRDG se entrenó en guerra de montaña (Líbano) y paracaidismo. Prestó servicio en las islas del Egeo (ver batalla de Leros), Italia y Normandía.

## Monumento conmemorativo

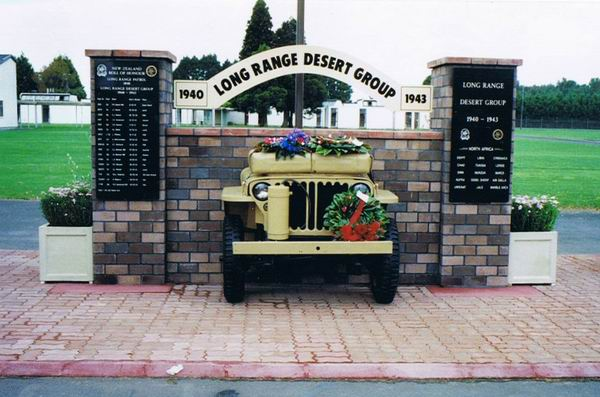
Monumento al LRDG en la base de Papakura, Nueva Zelanda.

- En el IWM de Londres se conserva un camión auténtico recuperado del desierto y restaurado.
- En la base del ejército neozelandés de Papakura (Auckland) existe un monumento dedicado al LRDG.
- Se han construido varias réplicas modernas de camiones del LRDG.

## Ficción
Las siguientes obras de ficción se basan más o menos en el LRDG que sirvió en el desierto norteafricano:
- Play Dirty, película de 1968 con Michael Caine.
- The Rat Patrol, serie de TV estadounidense 1966 - 1968.
- Sea of Sand, película de 1958, dirigida por Guy Green y con John Gregson y Richard Attenborough como protagonistas.
- Los hombres del SAS serie de TV brítanica 2022 hacen apego de algunas apariciones en la serie.

## W8Waikahaen el Museo Imperial de la Guerra
Fotografías del único camión original del LRDG conocido, expuesto en Londres.

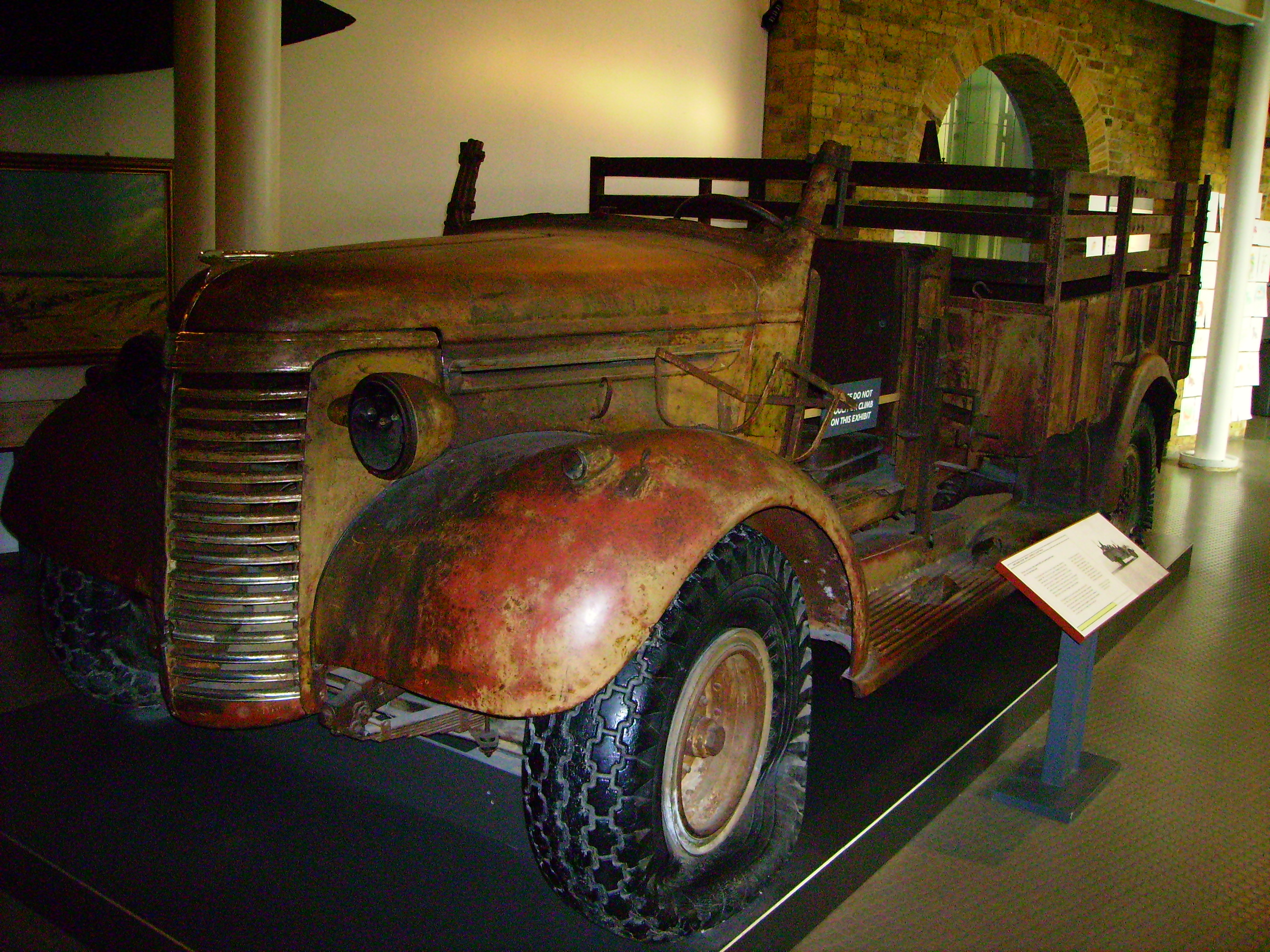
W8 Waikaha, un Chevrolet WB de 30 cwt.
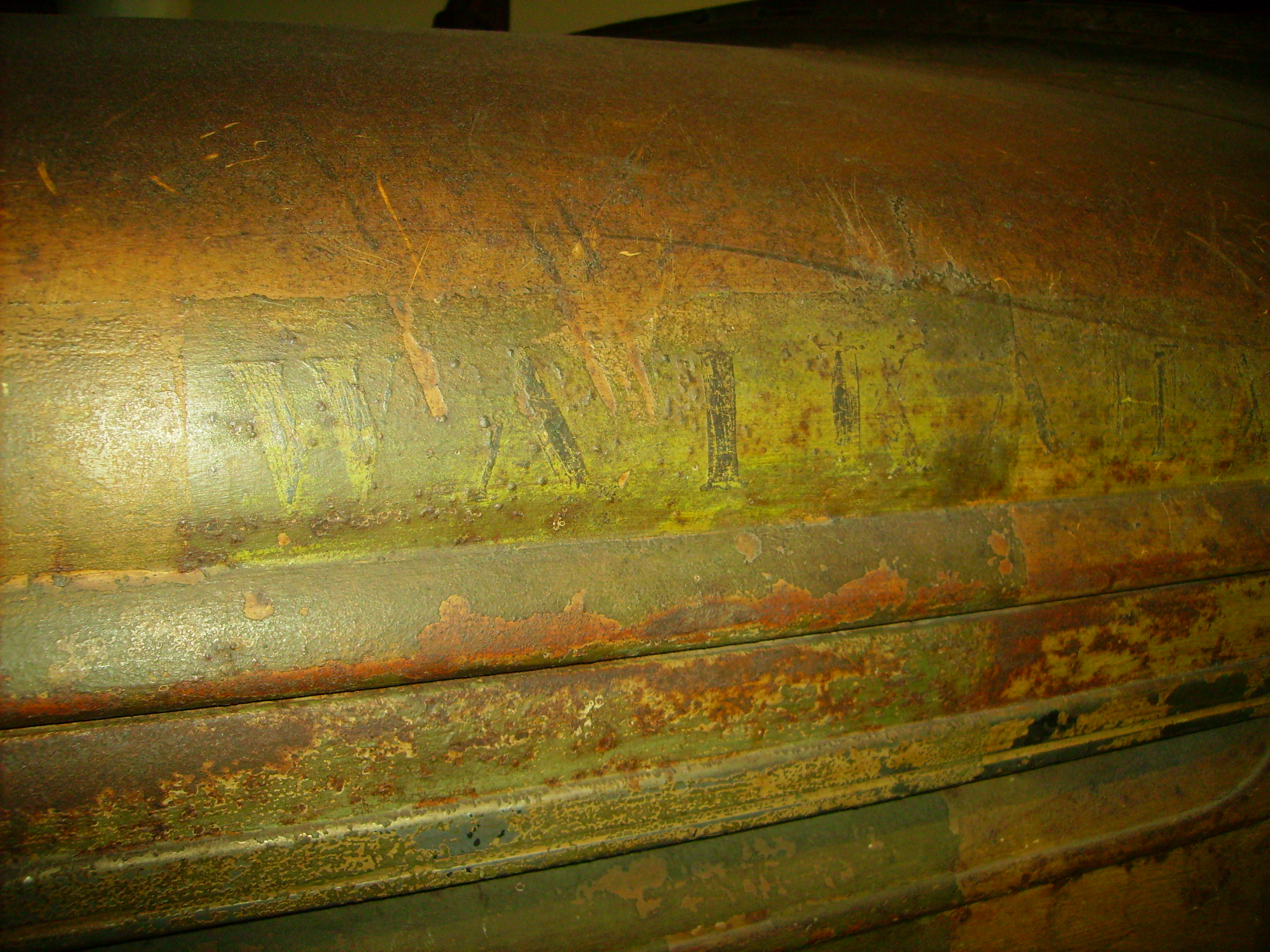
Detalle del nombre Waikaha, aún visible en un lado del capó.
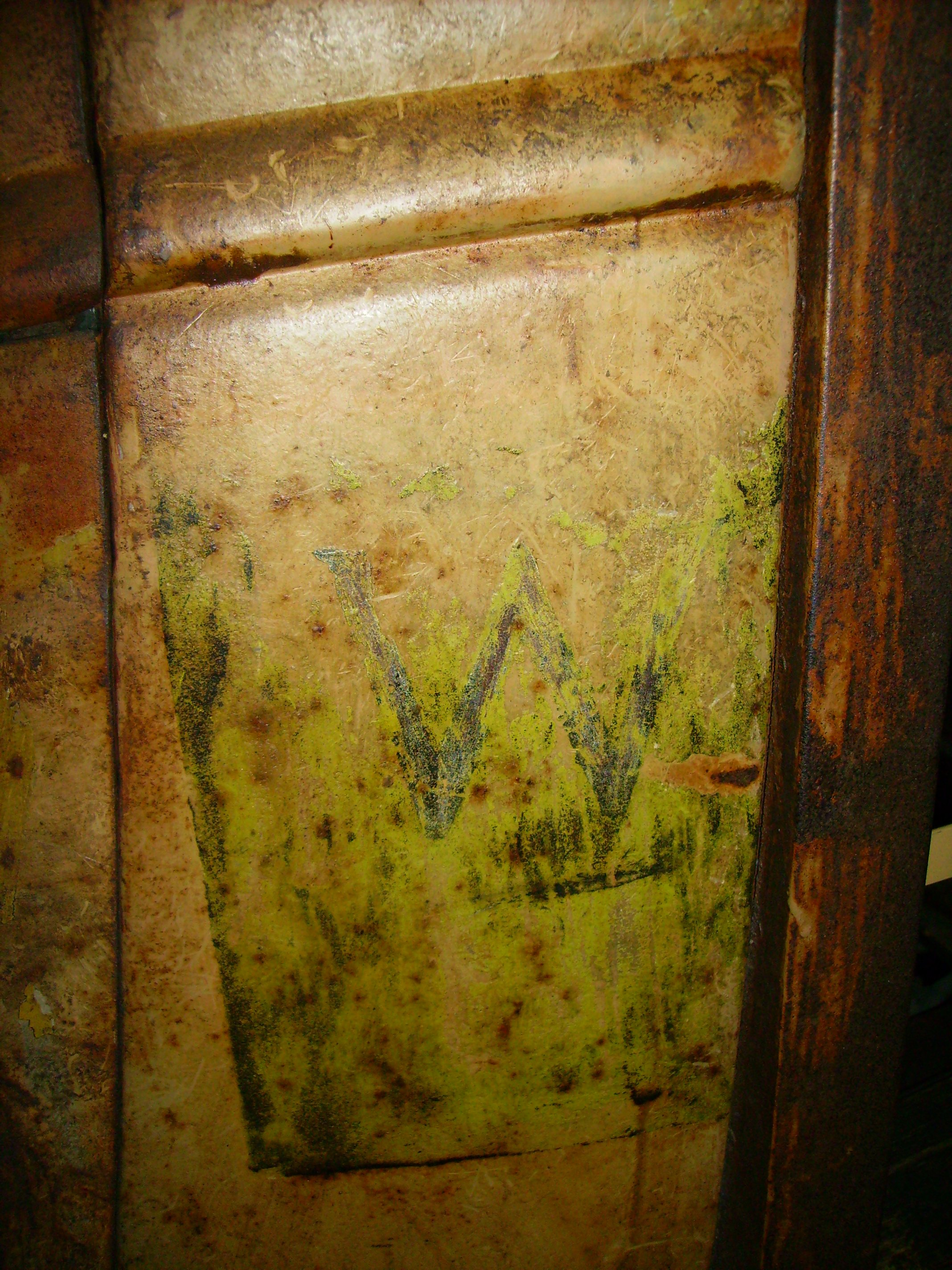
Detalle del signo de patrulla "W", aún visible en un lado del capó, justo delante del asiento del conductor.
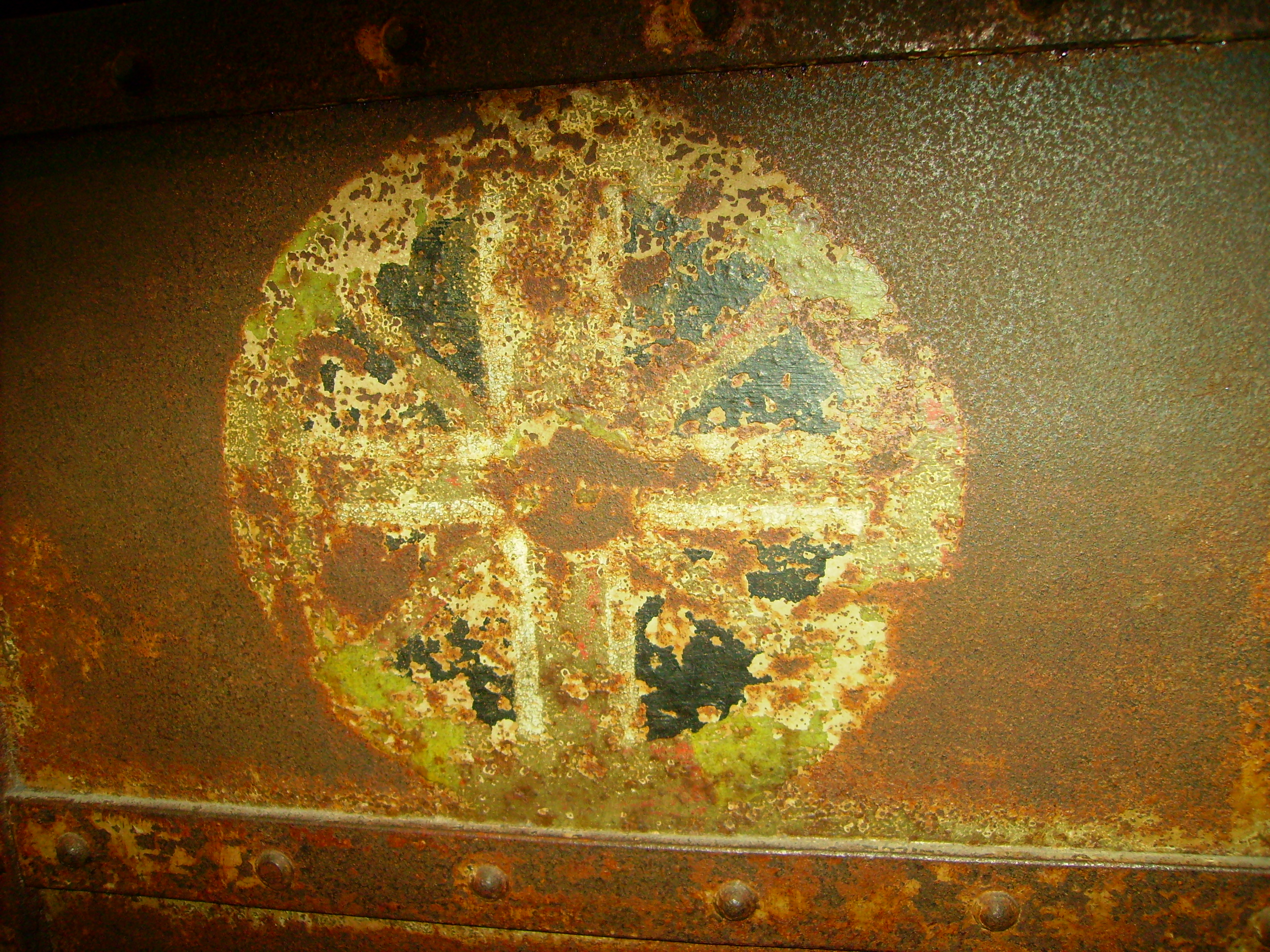
Detalle de un emblema poco usual en la puerta trasera, una Bandera del Reino Unido estilizada.